# Campionato europeo di football americano 2018 (IFAF Paris)
Il campionato europeo di football americano 2018 (in lingua inglese 2018 American Football European Championship), avrebbe dovuto essere la quattordicesima edizione del campionato europeo di football americano per squadre nazionali maggiori maschili organizzato dalla IFAF Europe (fazione con sede a Parigi).

## Storia
A partire da quest'edizione IFAF aveva modificato il formato del torneo, che non prevede più un sistema a promozioni e retrocessioni su tre livelli, bensì una fase di qualificazione su più turni (un primo turno di incontri secchi fra le nazionali di livello più basso, un secondo turno con due tornei fra le vincenti del primo turno e le nazionali di seconda fascia e  un terzo turno con incontri di spareggio fra le vincenti dei tornei e le ultime due classificate dell'edizione precedente).
A seguito della scissione di IFAF in due fazioni rivali, però, gli incontri di spareggio sono stati annullati (avrebbero dovuto parteciparvi le nazionali di Svezia, Danimarca, Gran Bretagna - allineate con la fazione newyorkese di IFAF - e Italia - allineata con la fazione parigina) e ciascuna fazione ha organizzato il proprio campionato europeo. Questa situazione ha pertanto permesso alla Svezia e alla Danimarca di mantenere il proprio posto nell'europeo maggiore e alla Gran Bretagna e all'Italia di ottenere automaticamente la qualificazione ai rispettivi tornei, che saranno quindi giocati da quattro squadre ciascuno invece che da sei come nelle tre edizioni precedenti.
In seguito agli avvenimenti che hanno interessato la diatriba fra le due fazioni a partire dal settembre 2017, il 7 gennaio 2018 la fazione parigina di IFAF ha annunciato il rinvio della propria competizione, inizialmente prevista per la fine di luglio dello stesso anno.
L'11 gennaio la FIDAF ha rilasciato un comunicato sull'argomento, affermando che l'eventualità dello spostamento del torneo era allo studio da diverse settimane, incolpando di questa cosa la confusione in atto a livello internazionale a partire dal 2015 e affermando che lo sviluppo della nazionale non sarà comunque fermato.
Il 30 gennaio il sito "Touchdown24" ha riportato una notizia secondo cui sarebbe quest'edizione del campionato europeo sarebbe stata giocata nei primi mesi del 2019. La notizia si è poi rivelata essere una bufala, dal momento che l'evento Facebook citato nell'articolo riportava come data il "1º aprile 2027".
Il 15 febbraio è apparso sul sito della federazione danese l'annuncio del passaggio delle federazioni austriaca e francese a IFAF New York. Con l'ingresso di queste federazioni il campionato europeo organizzato dalla fazione newyorkese di IFAF è stato ampliato a 6 squadre mentre il torneo organizzato dalla fazione parigina è stato annullato.

## Squadre partecipanti
| Pr. | Squadra  | Data di qualificazione | Qualificata in quanto                                | Ultima partecipazione |
| --- | -------- | ---------------------- | ---------------------------------------------------- | --------------------- |
| 1   | Germania |                        | 1ª class. all'Europeo A 2014                         | Austria 2014          |
|     | Austria  |                        | 2ª class. all'Europeo A 2014                         | Austria 2014          |
|     | Francia  |                        | 3ª class. all'Europeo A 2014                         | Austria 2014          |
| 2   | Italia   |                        | Vincitrice del Torneo di Lignano Sabbiadoro del 2016 | Europa 2001           |